# Abdelláh Bídán
Abdelláh Bídán (arabul: عبدالله بیدان); 1967. augusztus 19. –) marokkói válogatott labdarúgó.

## Pályafutása

### Klubcsapatban
1985 és 1986 között a COD Meknès csapatában futballozott. 1986 és 1994 között az Olympique Hurigba játékosa volt.

### A válogatottban
1986 és 1989 között játszott a marokkói válogatottban. Részt vett az 1986-os afrikai nemzetek kupáján és az 1986-os világbajnokságon, de nem lépett pályára egyetlen mérkőzésen sem.